# Gian Carlo Guicciardi
Gian Carlo Guicciardi (Spilamberto, 5 settembre 1940) è un liutaio italiano.

## Biografia
Nei primi anni sessanta, dopo aver costruito diversi violini come autodidatta, diventa allievo di Ansaldo Poggi a Bologna e inizia a riparare, restaurare e costruire strumenti ispirati alla tradizione classica italiana. Dopo l'apprendistato e la collaborazione con il maestro Poggi durata quindici anni costruisce strumenti per professionisti e collezionisti di tutto il mondo.
Nel 1980 viene eletto presidente del gruppo professionisti liutai (A.L.I.) di Cremona.
Membro dell'E.I.L.A. (Entente Internationale des luthiers et archetiers), ne è stato presidente dal 2000 al 2003.
È stato più volte membro di giuria di concorsi nazionali e internazionali di liuteria (Baveno, Cremona, Wiesbaden) è stato invitato come ospite alle esposizioni di Fiesole, Monaco di Baviera, Mannheim, Bologna e Modena.
È stato spesso invitato in occasione di congressi, giornate di studio, esposizioni come esperto di liuteria e in particolare della storia e delle tecniche costruttive della liuteria bolognese del XX secolo del suo maestro Ansaldo Poggi e di Giuseppe Fiorini.
Ha collaborato con la Fondazione Stauffer di Cremona come perito assistente all'acquisto di importanti strumenti della collezione, un violino di Gian Battista Ceruti del 1865, una viola di Girolamo Amati del 1620 e il violoncello di Antonio Stradivari "Cristiani".

## Premi e riconoscimenti
- Premio Rotary 1995, a Gian Carlo Guicciardi liutaio in Spilamberto